# Милнз, Шерил
Шерил Милнз (англ. Sherrill Milnes; род. 10 октября 1935, штат Иллинойс, США) — американский оперный певец (баритон). В 1965—1997 годах солист Метрополитен-оперы.

## Биография
Шерил Милнз родился 10 октября 1935 года в Даунерс Гров, штат Иллинойс, в семье фермеров. С юных лет Милнз проявил большие способности к музыке, в детстве играл на нескольких музыкальных инструментах (скрипка, виолончель, кларнет, туба, фортепиано).
Своё обучение Милнз продолжил в Университете Дрейка и Северо-Западном Университете. В 1960 году состоялся его дебют на оперной сцене — он исполнил партию Мазетто в опере «Дон Жуан» в составе театральной труппы Бориса Голдовского.

## Карьера
Европейский дебют Милнза состоялся в 1964 году в миланском театре Нуово, тогда он исполнил партию Фигаро в опере «Севильский цирюльник» Россини. Однако международную известность певцу принесло исполнение партии Миллера в опере «Луиза Миллер» (1968).

## Дискография
| Год  | Название, роль              | Состав                                               | Дирижёр           | Лейбл   |
| ---- | --------------------------- | ---------------------------------------------------- | ----------------- | ------- |
| 1967 | Травиата Жорж Жермон        | Монсеррат Кабалье, Карло Бергонци                    | Жорж Претр        | RCA     |
| 1972 | Аттила Эцио                 | Кристина Дойтеком, Пласидо Доминго, Руджеро Раймонди | Ламберто Гарделли | Philips |
| 1973 | Тоска Скарпиа               | Леонтина Прайс, Пласидо Доминго                      | Зубин Мета        | RCA     |
| 1974 | Севильский цирюльник Фигаро | Руджеро Раймонди, Беверли Силлс, Николай Гедда       | Джеймс Левайн     | EMI     |
| 1976 | Макбет                      | Фьоренца Коссетто, Хосе Каррерас, Руджеро Раймонди   | Риккардо Мути     | EMI     |

## Награды
- Кавалер Ордена Искусств и литературы (1996)